# Neocurtilla scutata
Neocurtilla scutata är en insektsart som först beskrevs av Lucien Chopard 1929.  Neocurtilla scutata ingår i släktet Neocurtilla och familjen mullvadssyrsor. Inga underarter finns listade i Catalogue of Life.